# Fugō Keiji Balance: Unlimited
Fugō Keiji Balance: Unlimited (富豪刑事 Balance：UNLIMITED Fugō Keiji Baransu Anrimiteddo?, lit. Detective millonario balance: Ilimitado), también conocida como The Millionaire Detective Balance: Unlimited, es una serie de anime original producida por CloverWorks y dirigida por Tomohiko Itō, inspirada en una novela escrita por Yasutaka Tsutsui. Fue estrenada el 9 de abril de 2020 en el bloque de programación noitaminA de Fuji TV.

## Argumento
Daisuke Kambe es un detective adinerado que resuelve casos mediante métodos poco convencionales. Es asignado a la "Modern Crime Prevention Headquarters", una nueva unidad del departamento policial donde son enviados agentes problemáticos. Allí, Kambe termina como compañero de Haru Katō, cuya personalidad pronto roza con el sentido materialista de Kambe. El peculiar dúo de investigadores tratará de resolver todo tipo de enigmas en una versión moderna de Tokio.

## Personajes
Daisuke Kambe (神戸大助 Kambe Daisuke?)
 Seiyū: Yūsuke Ōnuki
Haru Kato (加藤春 Katō Haru?)
 Seiyū: Mamoru Miyano
Yukihiro Kiyomizu (清水幸宏 Kiyomizu Yukihiro?)
 Seiyū: Kōzō Shioya
Chо̄suke Nakamoto (仲本長介 Nakamoto Chōsuke?)
 Seiyū: Akira Kamiya
Shin'nosuke Kamei (亀井新之助 Kamei Shin'nosuke?)
 Seiyū: Kentarō Kumagai
Mahoro Saeki (佐伯まほろ Saeki Mahoro?)
 Seiyū: Reina Ueda
Teppei Yumoto (湯本鉄平 Yumoto Teppei?)
 Seiyū: Shinya Takahashi
Katsuhiro Takei (武井克弘 Takei Katsuhiro?)
 Seiyū: Rikiya Koyama
Ryо̄ Hoshino (星野涼 Hoshino Ryō?)
 Seiyū: Junya Enoki
Suzue Kambe (神戸鈴江 Kambe Suzue?)
 Seiyū: Maaya Sakamoto

## Producción y lanzamiento
El 20 de enero de 2020, noitaminA anunció que se estaba produciendo una nueva serie de televisión de anime dirigida por Tomohiko Itō. La serie está animada por CloverWorks, con Taku Kishimoto a cargo de la composición de la serie, Keigo Sasaki diseñando los personajes y Yugo Kanno componiendo la música de la serie. El tema de apertura titulado "Navigator" es interpretado por SixTones mientras que Okamoto interpreta el tema final de la serie "Welcome My Friend". La serie estrenó sus primeros dos episodios el 9 de abril de 2020 y el 16 de abril de 2020, respectivamente, pero tuvo que retrasar episodios posteriores debido a la pandemia de COVID-19. La serie reinició su transmisión el 16 de julio de 2020 y finalizó el 24 de septiembre de 2020.
Aniplex of America obtuvo la licencia de la serie y la transmitió internacionalmente fuera de Asia en Funimation, AnimeLab y Wakanim. Tras la adquisición de Crunchyroll por parte de Sony, la serie se trasladó a Crunchyroll obteniendo la licencia de la serie fuera de Asia. En el sudeste asiático y el sur de Asia, la serie tiene licencia de Medialink y se publica en el canal de YouTube Ani-One e iQIYI en el sudeste asiático.